# Stěpan Voinovič Muravjov
Stěpan Voinovič Muravjov (rusky Степан Воинович Муравьёв, srpen 1707 Tereboni, Novgorodská oblast - 1771) byl ruský námořní důstojník, jeden z velitelů Velké severní expedice, průzkumník jihozápadní části Karského moře.

## Život

### Rodina
Stěpan Muravjov se narodil do rodiny Voiny Zacharjeviče Muravjova (1667-1710) a Marty Vasiljevny Kultaševé, která kromě Stěpana měla ještě dalších devět dětí (osm synů a jednu dceru). Muravjovi byla stará šlechtická rodina, která měla své sídlo v Tereboni, malé vesnici v Novgorodské oblasti.
Jeho pravnukem byl Nikolaj Nikolajevič Muravjov-Amurskij (1809-1881) ruský generál, gubernátor a státník.

### Mládí
Muravjov strávil dětství na rodném sídle v Malé Tereboni, pak odešel studovat do Moskvy Školu matematických a navigačních nauk, po jejím absolvování odešel do Petrohradu studovat na Akademii námořní stráže. Muravjov patřil na obou školách k nejlepším studentům. Byl druhým nejlepším žákem Akademie, před ním byl pouze Stěpan Gavrilovič Malygin. Během studií na Akademii se několikrát jako kadet plavil po Baltském moři, kam také v hodnosti mičmana nastoupil do služby po absolvování Akademie.
Později byl Muravjov přidělen do Staré Ladogy, aby dohlížel na těžbu lodního dřeva, které bylo posíláno do Petrohradu. Po návratu do hlavního města byl jmenován učitelem navigace na Akademii námořní stráže, kde jen před několika lety sám absolvoval. Po pěti letech vyučování byl přidělen jako velitel několika malých vojenských lodí, které se plavily mezi Kronštadtem a Danzigem. V roce 1733 byl povýšen do hodnosti poručíka a vyslán do Archangelsku, aby se plavil po Bílém moři.

### Velká severní expedice
Ve druhé čtvrtině 18. století vypracoval Vitus Bering plán prozkoumání ruského arktického pobřeží od Archangelsku po Anadyr. Tato Velká severní expedice byla schválena ruskou admiralitou a vzniklo sedm relativně samostatných oddílů, kdy každý měl prozkoumat určený úsek. Vedením nejzápadnějšího oddílu, který měl prozkoumat část pobřeží od Pečory k ústí Obu byl pověřen námořní poručík Stěpan Muravjov, který před několika měsíci začal sloužit v Bílém moři.
Za výchozí bod expedice byl vybrán Archangelsk a Muravjovým zástupcem se stal kormidelník Michail Stěpanovič Pavlov. Na radu zkušených pomorských námořníků, kteří měli zkušenosti s plavbou v arktických ořích, rozhodl se Muravjov nechat postavit dvě koče: Expedice a Ob. Byly to spíše čluny s plochým dnem, dvacet metrů dlouhé, šest metrů široké a necelé dva a půl metru vysoké, sroubené dřevěnými kolíky a svázané koženými řemeny. Slabé stěžně sotva udržely těžké plachty z jelení a sobí kůže. Hnací silou kočí byla vesla padesátičlenné posádky. Místo kotev používali kamenů a těžkých klád, připevněných na kožené řemeny. Dne 4. července 1734 Expedice pod velením Muravjova a Ob pod velením Pavlova opustila ústí Severní Dviny a Igorovým průlivem vyplula na moře. Expedici tvořilo 50 členů, mezi nimi byli navigátoři Rudněv a Andrejev, geologové Odincov a Vejdel a také dva lékaři. O tři týdny později doplul Muravjov do průlivu Jugorskij Šar, který odděluje ostrov Vajgač od pevniny a propojuje Barentsovo a Karské moře. Průzkumníci se vylodili na Vajgači a po tři dny mapovali břehy ostrova. Pak obě koče vypluly na další cestu, protože za průlivem bylo moře bez ledových ker. Expedice dorazila na západní pobřeží poloostrova Jamal bez překážek a doplnila zde zásoby čerstvé vody. Podél pobřeží pak expedice postupovala na sever. V polovině srpna expedice dosáhla 72°35´ severní šířky a Muravjov s Pavlovem se domluvili, že se vrátí zpět, aby našli vhodné zimoviště. Netušili, že jim chyběl jen kousek do obeplutí poloostrova.
Na zimu byly lodě zakotveny v ústí Pečory a expedice přenocovala v nedalekém Pustozersku. Muravjov z Pustozersku odeslal zprávu do Petrohradu o postupu expedice. Muravjov také napsal, že koče jsou naprosto nevhodné lodě pro plavbu v Karském moři, doporučil urychleně nechat postavit jiné lodě. Na jaře dorazili do zimoviště dva noví geodeti Somov a Selifontov, aby posílili expedici. V červnu 1735 obě lodě vypluly, ale už když dorazily do Jugorského Šaru, byl Muravjov zaskončen zamrzlým průlivem. Po dobu dvou týdnů obě koče musely čekat, než se led prolomil a expedice mohla proplout. Po celou dobu expedice mapovala oba břehy průlivu. V polovině srpna 1735 dorazily koče na konec průlivu, ale nemohly pokračovat, protože Karské moře bylo zamrzlé souvislou vrstvou ledu. Muravjov a Pavlov se rozhádali o vhodný postup dále. Během plavby v mlze se obě lodě navíc ztratily a oba velitelé se rozhodli postupovat na vlastní pěst. Muravjov doplul až na 73°11´ severní šířky, pak se rozhodl vrátit do zimoviště. V ústí Pečory se setkal s Pavlovem a jejich hádky zde pokračovaly. V zimovišti oba důstojníky, ale čekal šok, dorazila zpráva z Petrohradu, že jsou oba odvoláni ze svých funkcí, zatčeni a nuceni vrátit do Petrohradu.
Vedením expedice místo Muravjova byl pověřen poručík Malygin, se kterým kdysi na Akademii soutěžil o to, kdo bude lepším studentem.

### Po expedici
V Petrohradě byli oba poručíci v roce 1737 postaveni před soud pro mnohé nepoctivé, neopatrné, líné a hloupé činy. Oba byli shledáni vinnými a degradováni z důstojnických hodností na řadové námořníky. V některých pramenech se uvádí, že důvodem Muravjova odvolání byly hádky s Pavlovem a nebo to, že nedosáhl požadovaného cíle expedice. Skutečný důvod ale neměl s cíli expedice ani hádkou s Pavlovem nic společného. Při zimování v zimě 1734/1735 v Pustozersku se Muravjov i Pavlov setkali s knížaty Dolgorukovými, kteří v Pustozersku žili ve vyhnanství a byli považováni za nejhorší nepřátele vládnoucí carevny Anny Ivanovny. Muravjov i Pavlov zřejmě o "vinně" vyhnaných knížat věděli, ale buď kvůli svému mládí, z nerozvážnosti a nebo z jiného důvodu se rozhodli s nimi několikrát během zimy setkat. Samozřejmě nečekali, že přijde taková carská odveta.
V roce 1740 si Muravjov podal žádost o vrácení hodnosti a bylo mu vyhověno. Hned po navrácení hodnosti si ale podal žádost o odchod z námořnictva a stáhl se do rodinného sídla v Malé Tereboni, kde zůstal až do své smrti v roce 1768. Na moře se již nikdy nevrátil.